# Hōjō Ujinao
Hōjō Ujinao (北条氏直?   1562-1591) fue el quinto y último daimyō de Odawara del clan Hōjō tardío.
Ujinao fue hijo de Hōjō Ujimasa y recibió de él el liderazgo del clan. Enfrentó a Toyotomi Hideyoshi durante el asedio de Odawara, donde perdió y su padre y tío fueron obligados a cometer seppuku, aunque a él se le perdonó la vida y tuvo que vivir en el exilio. 